# Ultraconservatisme
L'ultraconservatisme est un ensemble de courants religieux ou politiques caractérisés par une posture extrêmement conservatrice. Dans la politique contemporaine, le terme d'« ultraconservateur » fait généralement référence aux conservateurs situés à l'extrême droite de l'échiquier politique. L'ultraconservatisme englobe à droite les sensibilités de ceux  refusant de transiger même de façon circonstancielle avec une politique modérée, jusqu'aux partis ou groupuscules les plus marginaux.
Les doctrines de l’ultraconservatisme sont en général en résonance avec une crise culturelle ; ils soutiennent fréquemment l'anti-mondialisme — en revendiquant des positions anti-immigration, nationalistes et souverainistes —, tiennent un discours populiste et fomentent la polarisation politique en jouant sur l'opposition identitaire endogroupe contre exogroupe,,,. L'idéologie économique de la plupart des ultraconservateurs est le néolibéralisme. Le recours fréquent aux théories du complot est également une caractéristique de l'ultraconservatisme.

## Histoire par pays

### Amérique

#### Brésil
Le président Jair Bolsonaro a été décrit comme un ultraconservateur au cours de son mandat, adoptant une posture souvent alignée sur celles du président des États-Unis Donald Trump,. Dès son entrée en fonction, Bolsonaro nomma l'ultraconservateur Damares Alves à la tête du ministère des Droits de l'Homme et de la Citoyenneté,. Son gouvernement fut dirigé par des élites qui élargirent les activités extractivistes dans la forêt amazonienne tout en affrontant les peuples autochtones du Brésil.

#### États-Unis
Aux États-Unis, l’ultraconservatisme apparut pour la première fois lorsque des hommes politiques et des entreprises de droite se sont opposés au New Deal du président Franklin D. Roosevelt. À partir des années 1960, pendant la guerre froide, l'ultraconservatisme commença à prendre de l'importance, notamment auprès de la John Birch Society, organisation de droite radicale (en) ,, .  Les ultraconservateurs d'alors étaient anticommunistes et opposés au mouvement des droits civiques, aux syndicats et aux programmes sociaux,. Les membres de la John Birch Society pensaient que le mouvement des droits civiques conduirait à la création d’une « République soviétique noire (en) » dans le sud des États-Unis, . En 1961, Jacob Javits déclara que l'ultraconservatisme « représent[ait] un danger pour le Parti républicain »  « en déplaçant le parti plus à droite… [ce qui] transformerait le Parti républicain en un parti marginal ». À partir des années 1970, les ultraconservateurs tentèrent de mettre leur crédo en application dans le gouvernement et la culture des États-Unis en faisant appel à des groupes de réflexion, des comités d'action politique et des groupes de pression. Ces groupes étaient généralement soutenus par des individus fortunés, notamment les frères Koch, les familles de Richard (en) et Dick DeVos (en), la famille Walton (en) et Richard Mellon Scaife. Les ultraconservateurs désignèrent alors certains groupes, visiblement sur la base de leur appartenance raciale, de leur classe sociale et de leur statut d'immigré dans le but de polariser l'opinion publique, affirmant que certains groupes étaient « parasites » de l'économie et privaient les individus riches de leurs ressources, susceptibles d'améliorer l'économie.
Au XXIe siècle, la deuxième nouvelle droite devint, en particulier pendant le mandat de George W. Bush, plus ultraconservatrice et adopta quelques éléments de néofascisme, en supportant des  idées très strictes concernant le maintien de l'ordre public, la défense de la propriété privée et le nationalisme pour décrire un mythe de la « gloire du passé national ». Après l' élection de Barack Obama en 2008, les ultraconservateurs firent des déclarations alarmistes sur le plafond de la dette américaine, appelant à des coupes dans les dépenses sociales. Sous l'administration Obama, les ultraconservateurs organisèrent le mouvement du Tea Party, diffusèrent un message défendant la nécessité de « reprendre notre pays » à Obama et fut à l'origine du mouvement des birthers.

### Europe
Le terme d'« ultra-conservatisme » a parfois été utilisé de manière interchangeable avec ceux de « fascisme », d'«ultranationalisme » et de « populisme de droite » pour décrire la droite radicale en Europe.

#### France
En France, les ultra-royalistes étaient une faction ultra-conservatrice active de 1815 à 1830, sous la Restauration des Bourbons. Les « ultras » était typiquement des membres de la haute noblesse qui soutenaient vigoureusement le catholicisme romain comme religion d'État et unique religion légale de France, la monarchie des Bourbons, les classes traditionnelles de l'Ancien Régime et le suffrage censitaire et s'opposaient à la volonté du peuple, aux intérêts de la bourgeoisie et leurs tendances libérales et démocratiques.
Action Française est un mouvement politique monarchiste ultraconservateur français. Son idéologie était dominée par les préceptes de Charles Maurras, à la suite de son adhésion et de sa conversion des fondateurs du mouvement au royalisme. Le mouvement soutenait la restauration de la Maison de Bourbon et, après la loi de 1905 sur la séparation de l'Église et de l'État, la restauration du catholicisme romain comme religion d'État, autant de points de ralliement qui l'opposait à la Troisième République, considérée comme corrompue et athée par nombre de ses opposants.